# Anaplecta alvarengaia
Anaplecta alvarengaia är en kackerlacksart som beskrevs av Rocha e Silva 1974. Anaplecta alvarengaia ingår i släktet Anaplecta och familjen småkackerlackor. Inga underarter finns listade i Catalogue of Life.